# Paramonohystera pellucida
Paramonohystera pellucida är en rundmaskart som först beskrevs av Nathan Augustus Cobb 1920.  Paramonohystera pellucida ingår i släktet Paramonohystera och familjen Monhysteridae. Inga underarter finns listade i Catalogue of Life.